# Luke Howard
Luke Howard FRS (28 de Novembro de 1772 – 21 de Março de 1864) foi um cientista inglês. É considerado o pai da meteorologia moderna. De origem inglesa, era um farmacêutico que se tornou mais conhecido pelas suas contribuições em meteorologia, sendo o primeiro a classificar e dar nomes às nuvens, em 1803. Foi membro ativo e respeitado da Sociedade Lineana e empregou técnicas de Lineu em seu novo sistema de classificação. No entanto seus trabalhos foram anunciados pela Askesian Society. Howard dividiu as nuvens em três grupos: estratos (nuvens em camadas), cúmulos (para nuvens felpudas) e cirros (para nuvens encaracoladas).